# Klinische Soziologie
Klinische Soziologie ist eine spezielle Form der Mikrosoziologie, die als Dienstleistung verstanden wird und sich nicht nur auf Analysen beschränkt, sondern auch Interventionen anstrebt.

## Methoden und Arbeitsfelder
Mit der klinischen Soziologie werden Methoden der Soziologie auf praktische Probleme angewandt. Besondere Arbeitsfelder sind Organisationsberatung und -entwicklung sowie Supervision und Gruppentherapie.
Klinische Soziologie wird besonders im anglo-amerikanischen Bereich betrieben. Dort wurde 1931 von Louis Wirth das erste Konzept dieser Fachrichtung präsentiert. Hauptvertreter in Deutschland sind Ulrich Oevermann und Bruno Hildenbrand.
Hildenbrand definiert:
"Die Klinische Soziologie stellt einen Spezialfall des Transfers soziologischen Wissens in die alltägliche Lebenspraxis dar. (...) Sie wird verstanden als eine soziologische Perspektive, die nicht nur in einem engen Kontakt zur gesellschaftlichen Praxis steht (das kann auch bei der radikalen Gesellschaftskritik der Fall sein), sondern ihr auch zuarbeitet.